# Gora (Chorwacja)
Gora – wieś w Chorwacji, w żupanii sisacko-moslawińskiej, w mieście Petrinja. W 2011 roku liczyła 264 mieszkańców.